# Nanshin-ron
Doutrina de Expansão para o Sul (南進論, Nanshin-ron) foi uma doutrina política do Império do Japão que afirmava que o Sudeste Asiático e as ilhas do Pacífico estavam na esfera de interesse do Japão e que o potencial valor da expansão econômica e territorial do Império Japonês a essas áreas era maior do que em outros lugares.
Esta doutrina política era diametralmente oposta à da "Doutrina de Expansão para o Norte" (北進論, Hokushin-ron) em grande parte suportada pelo Exército Imperial Japonês, que afirmava o mesmo, exceto no que diz respeito a Manchúria e a Sibéria. Após os reveses militares em Nomonhan na frente mongol, a Segunda Guerra Sino-Japonesa e as atitudes ocidentais negativas em relação às tendências expansionistas japonesas, a Doutrina de Expansão para o Sul a substituiu para adquirir recursos coloniais no Sudeste Asiático e neutralizar a ameaça representada pelas forças militares ocidentais no Pacífico. O Exército favorecia uma "ataque anti-horário", enquanto a Marinha favorecia um "ataque no sentido horário". 